# Santificação (álbum)
Santificação é o sexto álbum de estúdio da cantora brasileira Elaine Martins, sendo seu primeiro trabalho lançado pela MK Music em junho de 2014.
O álbum foi produzido por Ronny Barboza e possui composições de Gislaine e Mylena, Samuel Mariano, Sérgio Marques e Marquinhos, Marcelo Dias e Fabiana, Eraldo Taylor, Ana Paula Valadão, Josué Teodoro e uma da própria Elaine.
Ganhou disco de ouro, pela venda de mais de 40 mil cópias.
O clipe da música Santificação foi lançado no dia 26 de agosto de 2014

## Faixas
| N.º | Título                | Compositor(es)                    | Duração |  |
| 1.  | "Santificação"        | Gislaine e Mylena                 | 4:33    |  |
| 2.  | "Últimos Dias"        | Samuel Mariano                    | 5:03    |  |
| 3.  | "Colhendo Frutos"     | Denner de Souza e Adriano Barreto | 3:23    |  |
| 4.  | "O Preço da Chamada"  | Samuel Mariano                    | 3:52    |  |
| 5.  | "Celebração"          | Sérgio Marques e Marquinhos       | 3:58    |  |
| 6.  | "Indestrutível"       | Marcelo Dias e Fabiana            | 4:10    |  |
| 7.  | "Ouve Senhor"         | Ana Paula Valadão                 | 4:21    |  |
| 8.  | "Deus Indecifravél"   | Samuel Mariano                    | 4:16    |  |
| 9.  | "Escudo e Espada"     | Tony Ricardo                      | 4:14    |  |
| 10. | "Jeremias"            | Eraldo Taylor                     | 4:37    |  |
| 11. | "Mestre"              | Josué Teodoro                     | 3:55    |  |
| 12. | "Unidos Pela Palavra" | Elaine Martins                    | 3:56    |  |

## Ficha Técnica
- Produção musical, arranjos e regência: Ronny Barboza
- Produção de voz: Hedy Barbosa
- Arranjos de cordas: Ronny Barboza e Quiel Nascimento
- Violão aço e nylon: Henrique Garcia e Wagner Sanches
- Guitarra base e solo: Henrique Garcia
- Pianos: Ronny Barboza
- Teclados: Ronny Barboza
- Coberturas: Junior Camilo e Ronny Barboza
- Loops: Junior Camilo
- Baixo: Marcos Natto
- Bateria: Sidão Pires
- Percussão: Elieser Rodrigues
- Sanfona: Jorgito
- Metais: Mauro, Amintas e Marcelo
- Violinos: Aramis Rocha, Daniel Pires, Deni Rocha, Guilherme Sotero, Marcos Scheffel e Robson Rocha
- Viola: Daniel Pires
- Cellos: Deni Rocha
- Rabeca: Aramis Rocha
- Back-vocal: Paulo Zuckini, Hedy Barbosa, Janeh Magalhães, Raquel Farias e Paloma Possi
- Produção de vocal: Hedy Barbosa
- Gravado nos estúdios: Ronny Produções (Itu-SP), Guidon (SP), Super Nova (RJ) e Rick Luna's (RJ)
- Técnicos de gravação: Beto, Edinélto Linhary e Felipe Cuba
- Mixado por Edinho Cruz no Estúdio Nova Jerusalém
- Masterização: Luciano Vassão
- Fotos: Cristiana Mendonça
- Projeto gráfico: Rafael Feijó

## Clipes
| Música       | Lançamento           |
| ------------ | -------------------- |
| Santificação | 26 de agosto de 2014 |